# Scaptomyza graminum
Scaptomyza graminum är en tvåvingeart som först beskrevs av Fallen 1823.  Scaptomyza graminum ingår i släktet Scaptomyza och familjen daggflugor. Arten är reproducerande i Sverige. Inga underarter finns listade i Catalogue of Life.